# 2012年印度尼西亚空军福克F27坠毁事件
2012年6月21日，印尼空军一架福克F27运输机于首都雅加达训练飞行时，坠毁在一处居民区。机上全部7人和地面4人死亡，地面另有11人受伤。

## 事故过程及航机资料
这架F27军用运输机是在雅加达执行训练任务时于当地时间14:50左右坠毁的，机上没有飞行记录仪。事故导致机上人员全部死亡，地面另有4人死亡、8间房屋受损。本机于1958年建成，1976年首飞。事故发生后，印尼空军称正考虑用CN-295型飞机代替F27运输机。